# Carl Hans Wachtmeister (1682–1731)
Carl Hans Wachtmeister, född 27 april 1682 på Tuna i Rystads socken, död 31 januari 1731 i Stockholm, var en svensk friherre och sjömilitär.

## Biografi
Carl Hans Wachtmeister var son till Blechardt Wachtmeister och Barbara Christina Wolffrath. Han inträdde 1695 vid flottan samt blev 1698 underlöjtnant och 1700 överlöjtnant. 1701 deltog han i den misslyckade flottexpeditionen mot Archangelsk. 1702 utnämndes han interimsvis till kapten vid amiralitetet och 1704 deltog han i egenskap av sekond på skeppet Öland i fartygets berömda strid mot en flotteskader utanför Suffolks kust. Sedan han under större delen av 1706 tjänstgjort vid engelska flottan, erhöll han kunglig konfirmation på utnämningen till kapten och de följande åren fick han en del mindre spanings- och konvojeringsuppgifter. 1712 utnämndes han till schoutbynacht, varmed följde avsevärt mera självständiga befäl. 1714 lyckades han bland annat överföra en större konvoj till Stralsund. Karl XII:s hemkomst och den därmed följande ökande offensiva andan i sjökrigföringen innebar för Wachtmeister flera oväntade befordringar. Han blev 1715 vice amiral och chef för Stockholmseskadern samt senare samma år amiral. Som chef för Stockholmseskadern fick han order om att söka upp den ryska galärflottan och förstöra denna, en uppgift som dock inte kunde utföras, då de utlovade skärgårdsbåtarna aldrig hann fram. Inte desto mindre kom han genom sitt kraftfulla uppträdande i Ålandsskärgården att avstyra ett planerat ryskt anfall mot Roslagen. 1716 utnämndes Wachtmeister till överbefälhavare över huvudflottan med uppgift att stänga in den danska flottan för att hindra att Norge undsattes. Situationen ändrades dock då det blev uppenbart att Sveriges fiender i stället planerade ett anfall mot Skåne. Wachtmeister behövde dock aldrig ta upp striden med övermakten, då det stora landstigningsförsöket rann ut i sanden. 1717–1718 arbetade Wachtmeister främst administrativt. Sedan han för Karl XII lagt fram ett vidlyftigt betänkande, som bland annat förordade en genomgripande förändring i rekryteringen och utbildningen av personal, fick han kungens uppdrag att förverkliga ett av de där framlagda projekten, nämligen uppförandet av en docka i Karlskrona. Med stor energi arbetade Wachtmeister sedan med detta, bland annat med Christopher Polhems assistans. 1722 var dockan färdig att tas i bruk, men det visade sig att infartsportarna var för svaga. Hela det parti, vid vilket de var fästade, gav vika för vattnet. Åratals av arbete var spolierat och Wachtmeister skildes från arbetet. Wachtmeisters insatser under stora nordiska krigets sista år var tämligen betydelselösa. Några högre befäl fick han inte, troligen främst beroende på att de makthavande misstrodde hans politiska ställning. De följande åren förhöll han sig passiv i politiska frågor men förde vid flera tillfällen med energi och klokhet flottans talan. 1727 utnämndes Wachtmeister till president i Amiralitetskollegium men han var då för sjuk för att kunna göra några större insatser. Wachtmeister var ingen större taktiker eller strateg. Särskilt syns hans brist på offensivanda ha legat honom i fatet. Däremot var han en framstående organisatör med god blick för tekniska och administrativa problem.